# Большая Сафониха
Больша́я Сафо́ниха — деревня в Называевском районе Омской области, в составе Большесафонинского сельского поселения.
Основано в 1795 году.
Население — 47 (2010)

## Физико-географическая характеристика
Деревня расположена в 25 км к северу от города Называевска.
Деревня расположена в северной лесостепи в пределах Ишимской равнины, относящейся к Западно-Сибирской равнине, на восточном берегу озера Сафонинское. В окрестностях — берёзовые колки, в понижениях местности — небольшие болотца. Почвы — солонцы луговые (гидроморфные).
По автомобильным дорогам расстояние до административного центра сельского поселения села Путь Социализма — 5 км, до районного центра города Называевск — 25 км, до областного центра города Омск — 220 км. У деревни проходит региональная автодорога Называевск — Крутинка.
Часовой пояс
Большая Сафониха, как и вся Омская область, находится в часовой зоне МСК+3. Смещение применяемого времени относительно UTC составляет +6:00.

## История
Основана в 1795 году крестьянами из деревни Яманской Тюкалинского уезда. На рубеже XIX—XX веков в Сафонихе действовали маслозавод, 3 частные торговые лавки, казенная винная лавка, через село проходил земский тракт. В день православного торжества Вознесения Господня сафонинские крестьяне ежегодно проводили съезжий праздник.
В 1925 года избран сельский совет. В 1928 г. состояла из 122 хозяйств, основное население — русские. Центр Больше-Сафонинского сельсовета Называевского района Омского округа Сибирского края. В 1929 году началась массовая коллективизация. На территории села Большая Сафониха была создана коммуна «Новая жизнь». В [965 году Большая Сафониха вошла в состав совхоза «Путь Социализма» (центр — деревня Путиловка).

## Население
| 1926 | 2002 | 2010 |
| ---- | ---- | ---- |
| 640  | ↘84  | ↘47  |